# Sluis Vlissingen
Sluis Vlissingen is een schutsluis met puntdeuren tussen de Westerschelde en het Kanaal door Walcheren in de gemeente Vlissingen, CEMT-klasse Va. De sluis wordt 24/7 bediend.
De sluis heeft twee kolken, een kleine en een grote. De grote kolk is 140,7 m lang, met een breedte van 22,5 m. De sluisdrempel buiten (zeezijde) NAP −7,9 m, en binnen (kanaalzijde) −8,8 m ten opzichte van kanaalpeil. De kleine sluis is 64,8 m lang, en 8 m breed. De sluisdrempel buiten NAP −5,5 m, en binnen −6,4 m t.o.v kanaalpeil.
De sluis wordt ter plaatse bediend vanuit de "Nautische Centrale Vlissingen" en is per marifoon aan te roepen op VHF-kanaal 18. Vanuit de Nautische Centrale Vlissingen worden alle bruggen van het Kanaal door Walcheren en ook de Zeelandbrug en Sluis Veere op afstand bediend. Het beheer van de sluizen, bruggen en het kanaal is in handen van de provincie Zeeland.
Over het sluiscomplex en de sluisdeuren lopen paden waarvan voetgangers, (brom)fietsers gebruik kunnen maken. Met dien verstande dat er over de sluisdeuren alleen gelopen mag worden. De paden zijn ook in gebruik voor landelijke wandel- en fietsroutes.

## Historie
Waar nu de doorlaat ligt, zuid van de Grote Sluis, lag vroeger (voor 1959) de schipdeur van de werf de Schelde. Dat was een grote, min of meer vaste sluisdeur om de schepen, die niet in de "gewone" sluis pasten, van de werf naar zee te laten. De schipdeur werd dan leeg gepompt, begon te drijven en met behulp van sleepboten weggevaren. Als het schip uit de haven was (of erin) werd de deur weer op z’n plaats gevaren en weer afgezonken.
Sluiten van de Keersluis Vlissingen voorkwam dat het niveau van het hele Kanaal door Wacheren met het getij veranderde tijdens zo'n operatie.